# Madrid (Colombia)
Madrid è un comune della Colombia facente parte del dipartimento di Cundinamarca.
Il centro abitato venne fondato da Pedro Fernandez Madrid nel 1559.